# Thámovy Boudy
Thámovy boudy, též Thámovky (německy Thambauden), jsou horské boudy v Krkonoších. Thámovy boudy leží jižně od Velké Úpy, která je součástí Pece pod Sněžkou. Jedná se o dvě boudy, které mají různé vlastníky. Bouda s číslem popisným 300 patří Katastrálnímu úřadu pro Královéhradecký kraj. Bouda s číslem popisným 301 patří Celní správě České republiky.